# Phacelia mustelina
Phacelia mustelina är en strävbladig växtart som beskrevs av Frederick Vernon Coville. Phacelia mustelina ingår i Faceliasläktet som ingår i familjen strävbladiga växter. Inga underarter finns listade i Catalogue of Life.